# Im Dong-hyun
Im Dong-Hyun (Koreaans: 임 동현) (Chungju, 12 mei 1986) is een Koreaanse boogschutter. Hij nam driemaal deel aan de Olympische Spelen en won hierbij in totaal drie medailles.
Im Dong-Hyun is een Koreaanse naam, de familienaam is Im. Im schiet met een recurveboog. Hij begon met boogschieten op 10-jarige leeftijd. Hij heeft slechts 10 procent zicht in zijn linkeroog, en 20 procent in zijn rechteroog. Daarom mag hij zich officieel blind noemen. Im onderscheidt vooral kleuren.
Hij was lid van het Koreaans olympisch team in Athene in 2004 en won goud met het team. Individueel verloor hij in de kwartfinales van de Japanner Hiroshi Yamamoto en eindigde op de zesde plaats. Op de Aziatische Spelen in 2002 en 2006 won Im individueel en met het team meerdere medailles. In 2012 won hij op de Olympische Spelen brons met het boogschieten in teams. In de 1/8e finales werd hij als individuele deelnemer uitgeschakeld door de Nederlander Rick van der Ven.
Hij studeert aan de Chongbuk Athletic High School.

## Resultaten
| 2002 Aziatische Spelen (individueel) Aziatische Spelen (team) 2004 Olympische Spelen (team) | 2006 Aziatische Spelen (individueel) Aziatische Spelen (team) 2007 Wereldkampioenschappen, Leipzig (individueel) | 2008 World Cup, stage 2 World Cup, stage 3 Olympische Spelen (team) World Cup, finale | 2009 WK outdoor (team) WK outdoor (individueel) | 2012 Olympische Spelen (team) |

1978: Ichiro Shimamura ·
1982: Hiroshi Yamamoto ·
1986: Takayoshi Matsushita ·
1990: Yang Chung-hoon ·
1994: Park Kyung-mo ·
1998: Han Seung-hoon ·
2002: Hiroshi Yamamoto ·
2006: Im Dong-hyun ·
2010: Kim Woo-jin ·

2014: Oh Jin-hyek ·
2018: Kim Woo-jin
1988: Chun/Lee/Park ·
1992: Holgado/Menéndez/Vázquez ·
1996: Huish/Johnson/White ·
2000: Jang/Kim/Ok ·
2004: Im/Jang/Park ·
2008: Im/Lee/Park ·
2012: Frangilli/Galiazzo/Nespoli ·
2016: Kim/Ku/Lee ·
2020: Kim J/Kim W/Oh ·
2024: Kim J/Kim W/Lee